# Montauk
Montauk is een plaats in East Hampton, Suffolk County op Long Island in de Amerikaanse staat New York. De plaats is gelegen in het uiterste oosten van Long Island, aan de zuidkust. In 2020 telde Montauk 4.318 inwoners.
De naam Montauk komt van de inheemse stam Montaukett, die oorspronkelijk in dit gebied woonde. De Nederlandse ontdekkingsreiziger Adriaen Block bereikte als eerste westerling de oostkust van het eiland, waar hij stuitte op de stam. Hij noemde het gebied Hoeck van de Visschers.
Montauk is het eindstation van de zuidelijke lijn van de Long Island Rail Road en is daarmee verbonden met de stad New York. Het westelijke eindstation, Pennsylvania Station, ligt in Manhattan, op zo'n 190 kilometer afstand van Montauk.

## In populaire cultuur
De televisieserie The Affair speelt zich deels af in Montauk. Ook speelt de plaats een rol in de films Eternal Sunshine of the Spotless Mind en No Hard Feelings.

## Galerij

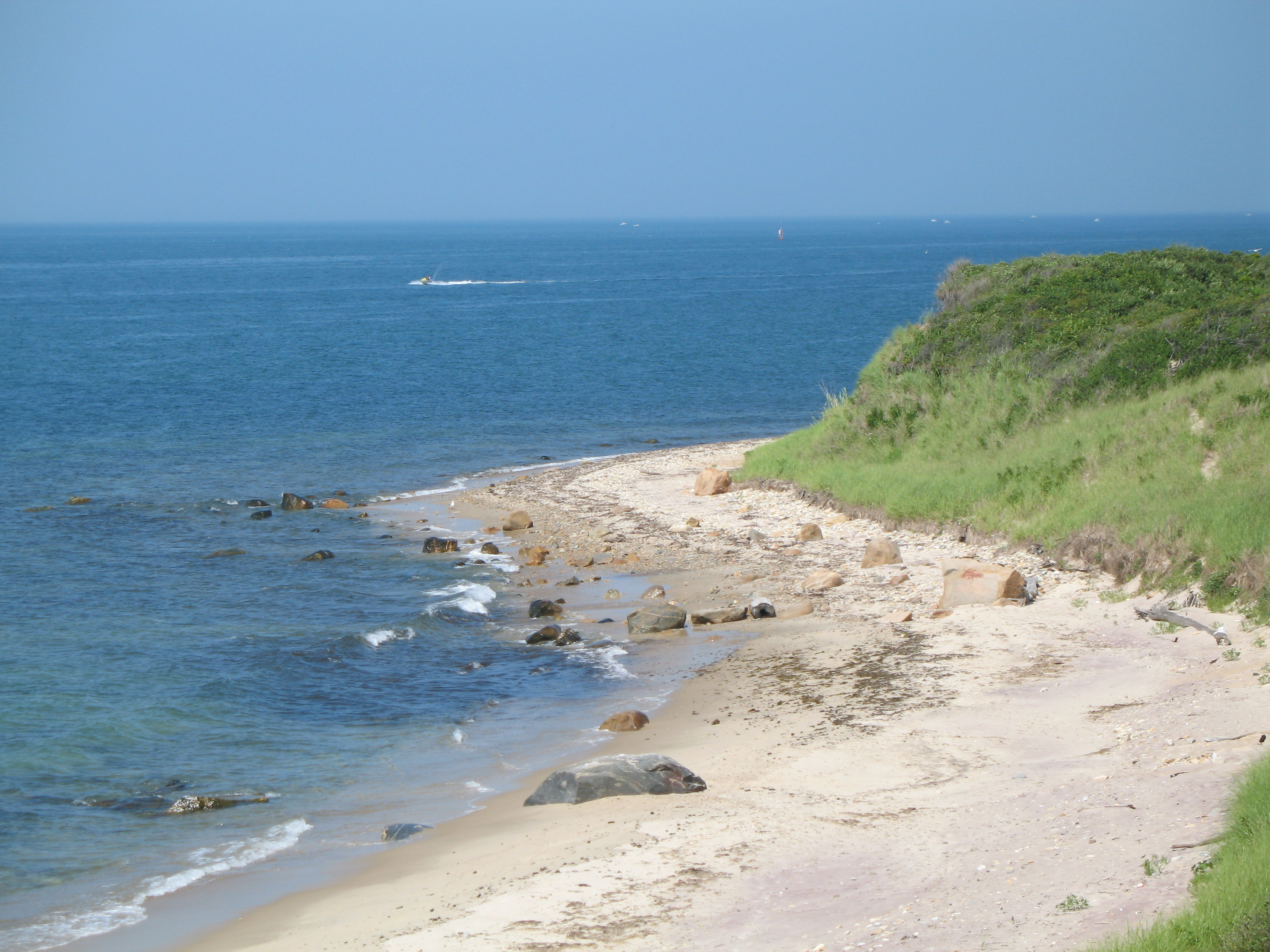
Culloden Point ten noorden van Montauk, genoemd naar het Britse schip de HMS Culloden, dat hier in 1781 strandde
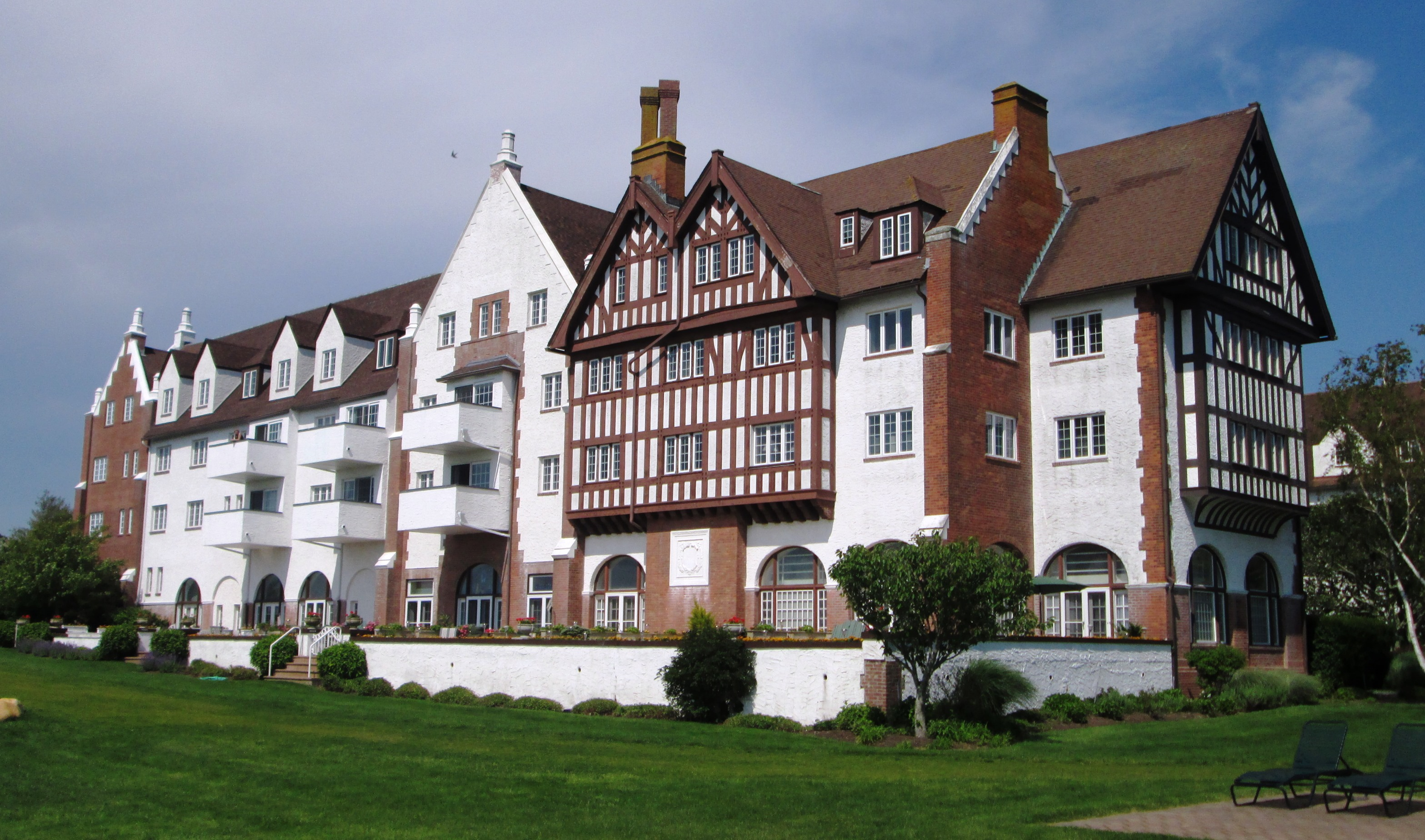
Montauk Manor
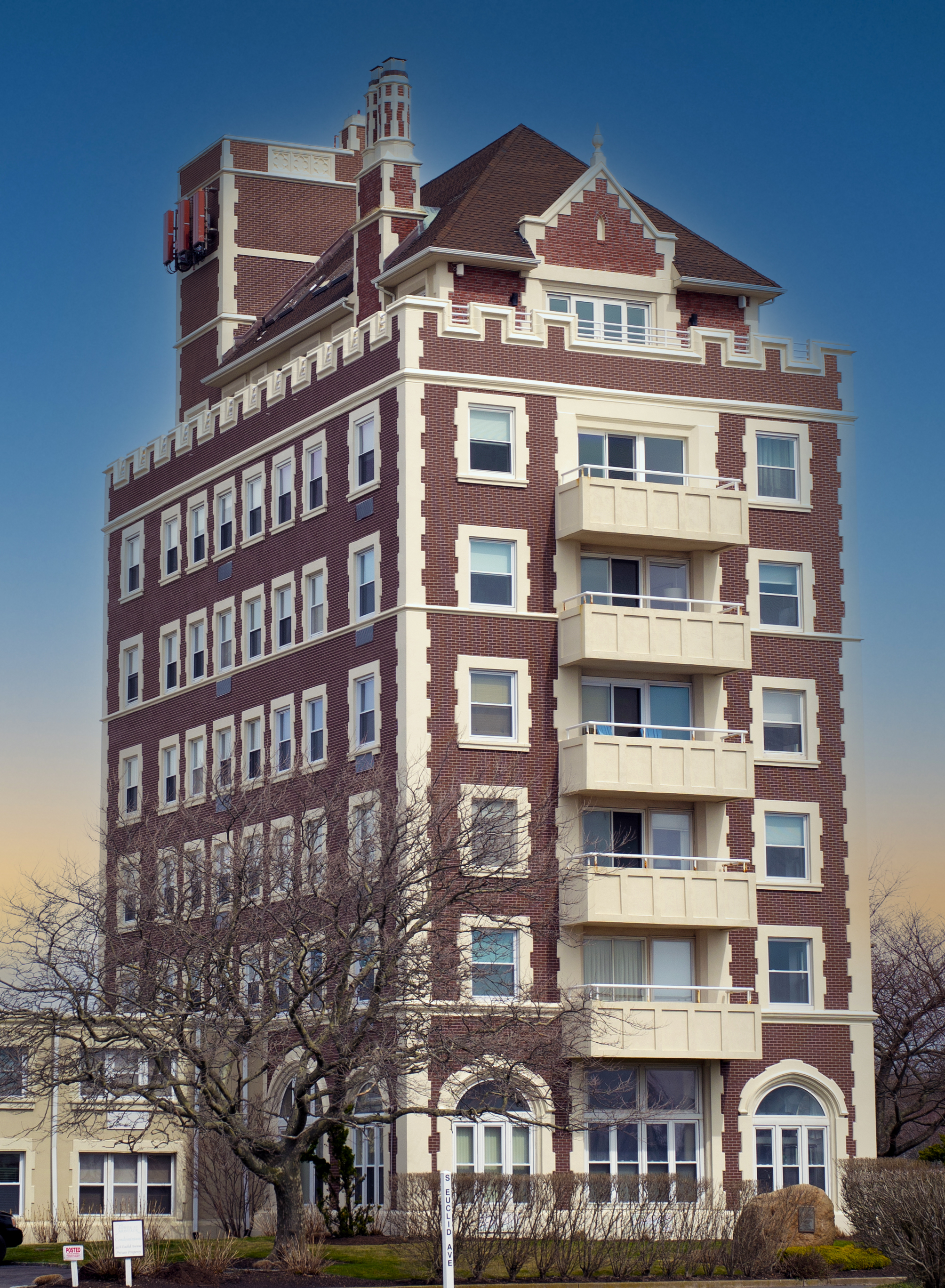
Carl Fisher Office Building
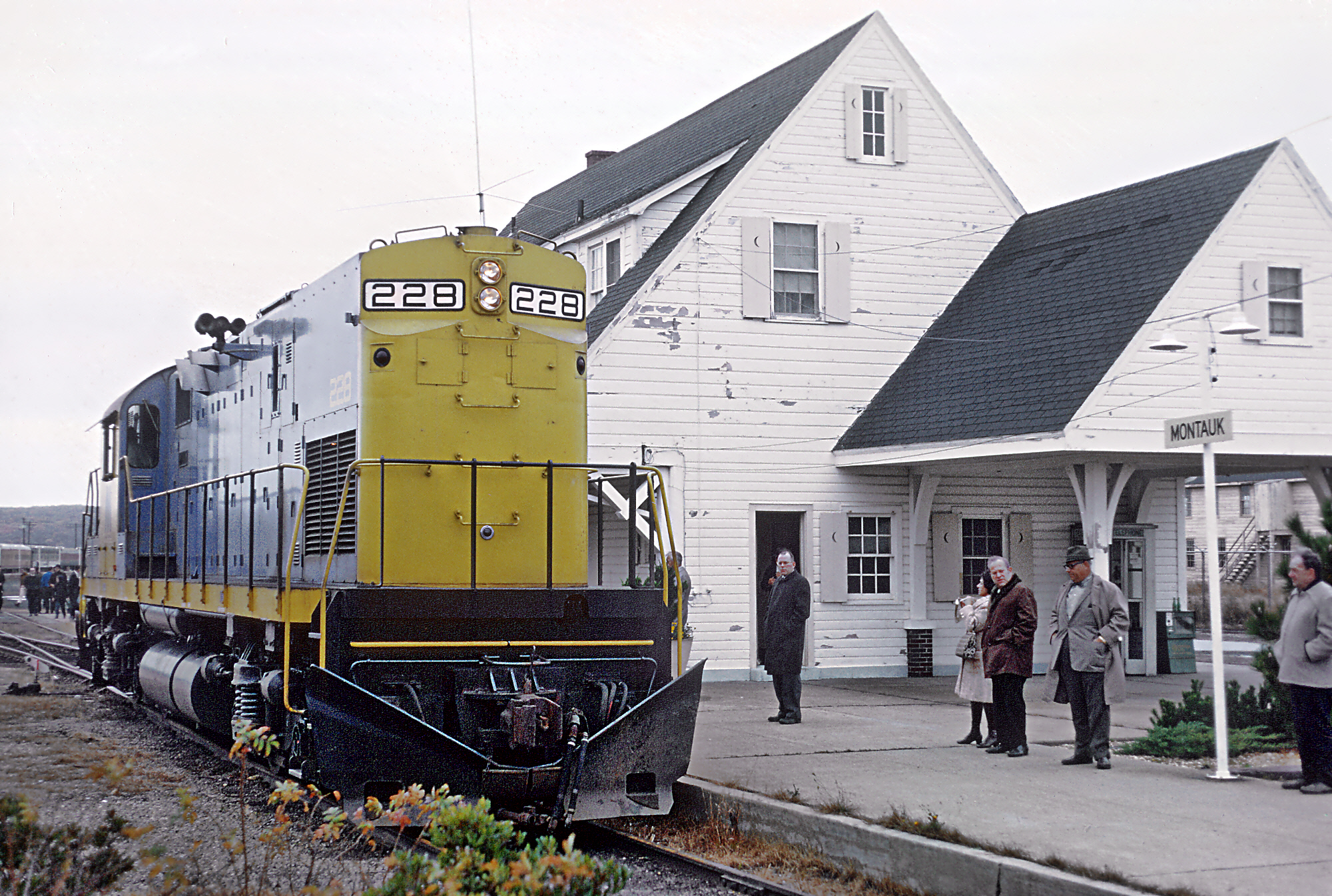
Station Montauk (1969)

- Gemeinsame Normdatei: 4440305-7
- Library of Congress Control Number: n83175371
- MusicBrainz: 936f4ea8-e8f1-4234-a027-b6c319857681
- National Archives and Records Administration: 10041309
- Nationale Bibliotheek van Israël: 987007559974905171
- Virtual International Authority File: 123195523
- WorldCat: E39PBJg4k9rhXQ7FtkyDmhXWXd